# タマツバキ記念
タマツバキ記念（タマツバキきねん）は中央競馬・地方競馬で行われていた競馬の競走である。

## 概要
中央競馬で活躍したアングロアラブの名馬・タマツバキの名を残す競走として始められた。
当初は中央競馬の重賞競走で、第1回は1955年に施行。1956年以降は春秋の年2回開催であったが1981年以降は年1回に戻った。
しかし中央競馬が1995年をもってアングロアラブ系の競走を廃止したため、同競走も同年で廃止されたが、翌1996年から地方競馬に移行し、西日本地区の各地方競馬場持ち回りの交流重賞に生まれ変わった。同様の競走にセイユウ記念も存在した。
2000年の園田競馬場での開催以降、出走対象が西日本限定から全国に拡大。2001年からは福山競馬場で開催していた。
アングロアラブの生産数が極少数になった為、2007年の福山競馬場で行われた競走が最後となった。同時に、アングロアラブの交流競走も最後となった。

## 歴代優勝馬

### 中央競馬

#### タマツバキ記念（春）
| 回数   | 年月日        | 競馬場 | 距離    | 優勝馬           | 性齢 | タイム   | 優勝騎手 | 管理調教師 |
| ------ | ------------- | ------ | ------- | ---------------- | ---- | -------- | -------- | ---------- |
| 第2回  | 1956年5月27日 | 京都   | 芝2000m | タマノホシ       | 牡4  | 2:12 3/5 | 玉田一彦 | 橋田俊三   |
| 第4回  | 1957年5月19日 | 京都   | 芝2000m | タカシオ         | 牡3  | 2:09 4/5 | 清水久雄 | 増本勇     |
| 第6回  | 1958年4月20日 | 京都   | 芝2000m | シユンエイ       | 牡3  | 2:08 4/5 | 栗田勝   | 武田文吾   |
| 第8回  | 1959年5月10日 | 京都   | 芝2000m | シゲタカ         | 牡3  | 2:08 3/5 | 吉永猛   | 渋川久作   |
| 第10回 | 1960年5月5日  | 京都   | 芝2000m | キンシオー       | 牡3  | 2:09.8   | 宮本悳   | 谷八郎     |
| 第12回 | 1961年4月30日 | 京都   | 芝2000m | ミスヒラノ       | 牝4  | 2:09.6   | 菅村恭一 | 佐藤勇     |
| 第14回 | 1962年4月22日 | 京都   | 芝2000m | チカラガネ       | 牡3  | 2:09.5   | 杉村一馬 | 杉村政春   |
| 第16回 | 1963年4月21日 | 京都   | 芝2000m | ヒメカツプ       | 牝3  | 2:08.4   | 池江泰郎 | 久保道雄   |
| 第18回 | 1964年5月5日  | 京都   | 芝2000m | ヒメカツプ       | 牝4  | 2:11.6   | 古賀敏文 | 久保道雄   |
| 第20回 | 1965年5月3日  | 京都   | 芝2000m | ハヤコマ         | 牡5  | 2:11.6   | 内藤繁春 | 鈴木和雄   |
| 第22回 | 1966年5月3日  | 京都   | 芝2000m | ヒヨシキング     | 牡4  | 2:11.1   | 古賀敏文 | 梶与三男   |
| 第24回 | 1967年5月5日  | 京都   | 芝2000m | オペレツタ       | 牡4  | 2:06.5   | 渡辺栄   | 柴田不二男 |
| 第26回 | 1968年5月12日 | 京都   | 芝2000m | トツゲキ         | 牝3  | 2:07.5   | 高橋成忠 | 清水茂次   |
| 第28回 | 1969年5月4日  | 京都   | 芝2000m | シュウザンミノル | 牡4  | 2:07.0   | 野村彰彦 | 曽場広作   |
| 第30回 | 1970年5月3日  | 阪神   | 芝2000m | ヒラハッコウ     | 牡3  | 2:08.0   | 武邦彦   | 田中康三   |
| 第32回 | 1971年4月25日 | 京都   | 芝2000m | リキショウ       | 牝3  | 2:05.7   | 丸目敏栄 | 石栗龍雄   |
| 第34回 | 1972年5月5日  | 京都   | 芝2000m | キースター       | 牝3  | 2:10.4   | 武邦彦   | 日迫清     |
| 第36回 | 1973年5月5日  | 京都   | 芝2000m | プリムラクイン   | 牡3  | 2:06.6   | 西浦勝一 | 土門健司   |
| 第38回 | 1974年5月12日 | 京都   | 芝2000m | シロタマツバキ   | 牡3  | 2:08.0   | 武永祥   | 武平三     |
| 第40回 | 1975年5月3日  | 京都   | 芝2000m | キーミサキ       | 牡3  | 2:10.6   | 久保敏文 | 久保道雄   |
| 第42回 | 1976年5月8日  | 京都   | 芝2000m | トクノハルオー   | 牡4  | 2:08.4   | 柴田利秋 | 石栗龍雄   |
| 第44回 | 1977年5月7日  | 京都   | 芝2000m | ニシヤマチェス   | 牝4  | 2:07.8   | 池江泰郎 | 浅見国一   |
| 第46回 | 1978年5月6日  | 京都   | 芝2000m | リョクシュ       | 牡4  | 2:05.8   | 安田隆行 | 星川薫     |
| 第48回 | 1979年5月5日  | 京都   | 芝2000m | ブイセブン       | 牝5  | 2:05.4   | 武邦彦   | 武田作十郎 |
| 第50回 | 1980年5月4日  | 阪神   | 芝2000m | アリアケキング   | 牡4  | 2:05.3   | 猿橋重利 | 中尾謙太郎 |

#### タマツバキ記念（秋）
| 回数   | 年月日         | 競馬場 | 距離    | 優勝馬           | 性齢 | タイム   | 優勝騎手   | 管理調教師 |
| ------ | -------------- | ------ | ------- | ---------------- | ---- | -------- | ---------- | ---------- |
| 第1回  | 1955年10月9日  | 京都   | 芝2000m | トシヒロ         | 牡3  | 2:08 2/5 | 近藤武夫   | 伊藤勝吉   |
| 第3回  | 1956年9月16日  | 京都   | 芝2000m | タツトモ         | 牡4  | 2:13 3/5 | 栗田勝     | 武輔彦     |
| 第5回  | 1957年11月24日 | 京都   | 芝2000m | タカシオ         | 牡3  | 2:09 2/5 | 清水久雄   | 増本勇     |
| 第7回  | 1958年9月28日  | 京都   | 芝2000m | シユンエイ       | 牡3  | 2:08 1/5 | 栗田勝     | 武田文吾   |
| 第9回  | 1959年9月27日  | 京都   | 芝2000m | ダイマンゲツ     | 牡3  | 2:11.1   | 上田三千夫 | 日迫清     |
| 第11回 | 1960年11月20日 | 京都   | 芝2000m | キンシオー       | 牡3  | 2:11.5   | 井原賢一   | 谷八郎     |
| 第13回 | 1961年11月23日 | 京都   | 芝2000m | ヒユージ         | 牝3  | 2:12.3   | 中山義次   | 土田順三   |
| 第15回 | 1962年9月23日  | 京都   | 芝2000m | タイノボリ       | 牡3  | 2:07.2   | 上田三千夫 | 夏村辰男   |
| 第17回 | 1963年9月24日  | 京都   | 芝2000m | ハチミドリ       | 牡3  | 2:08.3   | 浅見国一   | 柴田不二男 |
| 第19回 | 1964年10月4日  | 京都   | 芝2000m | ハチミドリ       | 牡3  | 2:08.0   | 渡辺栄     | 柴田不二男 |
| 第21回 | 1965年9月26日  | 京都   | 芝2000m | ミエタカラ       | 牝5  | 2:06.1   | 野村彰彦   | 曽場広作   |
| 第23回 | 1966年9月25日  | 京都   | 芝2000m | ゴールドバンカー | 牡4  | 2:13.3   | 武邦彦     | 武平三     |
| 第25回 | 1967年10月15日 | 京都   | 芝2000m | ミスハマノオー   | 牝4  | 2:06.5   | 高橋成忠   | 高橋直     |
| 第27回 | 1968年10月13日 | 京都   | 芝2000m | ホウシュウヒカリ | 牡3  | 2:06.5   | 小原伊佐美 | 坂口正二   |
| 第29回 | 1969年10月12日 | 京都   | 芝2000m | サンサード       | 牡3  | 2:06.5   | 戌亥信昭   | 戌亥信義   |
| 第31回 | 1970年10月11日 | 京都   | 芝2000m | ヒヨシプリンス   | 牝4  | 2:10.9   | 上野清章   | 梶与三男   |
| 第33回 | 1971年10月17日 | 京都   | 芝2000m | クインメグミ     | 牡3  | 2:07.9   | 鹿戸明     | 田所秀雄   |
| 第35回 | 1972年11月5日  | 京都   | 芝2000m | シロタマツバキ   | 牝3  | 2:10.9   | 武永祥     | 武平三     |
| 第37回 | 1973年11月4日  | 京都   | 芝2000m | ロックーン       | 牡3  | 2:08.0   | 戌亥信昭   | 戌亥信義   |
| 第39回 | 1974年10月27日 | 京都   | 芝2000m | スカイシーダー   | 牡3  | 2:06.9   | 柴田政見   | 柴田不二男 |
| 第41回 | 1975年10月25日 | 京都   | 芝2000m | ヤマサンツバメ   | 牝4  | 2:08.7   | 境直行     | 清田十一   |
| 第43回 | 1976年10月16日 | 阪神   | 芝2000m | ポットグリン     | 牝3  | 2:05.5   | 武田悟     | 夏村辰男   |
| 第45回 | 1977年10月15日 | 京都   | 芝2000m | アームシシリアン | 牡3  | 2:04.6   | 福永洋一   | 鈴木清     |
| 第47回 | 1978年10月28日 | 京都   | 芝2000m | リョクシュ       | 牡4  | 2:05.7   | 田原成貴   | 星川薫     |
| 第49回 | 1979年10月27日 | 京都   | 芝2000m | ボールドバナア   | 牝6  | 2:04.0   | 河内洋     | 武田作十郎 |
| 第51回 | 1980年10月25日 | 阪神   | 芝2000m | タマムソウ       | 牡3  | 2:08.6   | 鹿戸明     | 田所稔     |

#### 年1回制以降
| 回数   | 年月日        | 競馬場 | 距離    | 優勝馬             | 性齢 | タイム | 優勝騎手   | 管理調教師 |
| ------ | ------------- | ------ | ------- | ------------------ | ---- | ------ | ---------- | ---------- |
| 第52回 | 1981年3月29日 | 小倉   | 芝2000m | ダイドルマン       | 牝3  | 2:05.7 | 秋山忠一   | 小林稔     |
| 第53回 | 1982年9月26日 | 阪神   | 芝2000m | バッファバーバー   | 牡3  | 2:05.9 | 川端義雄   | 日迫良一   |
| 第54回 | 1983年9月25日 | 阪神   | 芝2000m | スリーキャプテン   | 牡3  | 2:05.4 | 小屋敷昭   | 白井寿昭   |
| 第55回 | 1984年9月23日 | 阪神   | 芝2000m | ウルフケイアイ     | 牡3  | 2:03.9 | 田原成貴   | 元石正雄   |
| 第56回 | 1985年9月22日 | 阪神   | 芝2000m | タイムパワー       | 牡4  | 2:03.4 | 河内洋     | 武田文吾   |
| 第57回 | 1986年9月14日 | 函館   | 芝2000m | ビンチトール       | 牡3  | 2:04.1 | 中野栄治   | 矢野照正   |
| 第58回 | 1987年9月20日 | 函館   | 芝2000m | ロータリーザハレー | 牡3  | 2:03.4 | 安田富男   | 和田正道   |
| 第59回 | 1988年9月18日 | 函館   | 芝2000m | アキヒロホマレ     | 牡3  | 2:03.5 | 柴田政人   | 坪憲章     |
| 第60回 | 1989年9月17日 | 函館   | 芝2000m | アキヒロホマレ     | 牡4  | 2:02.5 | 田面木博公 | 坪憲章     |
| 第61回 | 1990年9月16日 | 函館   | 芝2000m | サシオギ           | 牡5  | 2:06.6 | 加藤和宏   | 笹倉武久   |
| 第62回 | 1991年9月15日 | 函館   | 芝2000m | ヨドノチカラ       | 牡4  | 2:04.5 | 鹿戸雄一   | 浜田光正   |
| 第63回 | 1992年9月20日 | 函館   | 芝2000m | ネオアイク         | 牡3  | 2:07.8 | 藤田伸二   | 崎山博樹   |
| 第64回 | 1993年9月19日 | 函館   | 芝2000m | ネオアイク         | 牡4  | 2:04.7 | 南井克巳   | 崎山博樹   |
| 第65回 | 1994年7月23日 | 札幌   | 芝2000m | シルキーローザ     | 牝3  | 2:03.1 | 岡部幸雄   | 伊藤正徳   |
| 第66回 | 1995年9月17日 | 函館   | 芝2000m | レッドコーラル     | 牝3  | 2:04.5 | 佐藤哲三   | 中村均     |

- タイム：第1～8回 1/5秒表示、第9回～ 1/10秒表示
- 優勝馬の馬齢は2000年以前も現表記を用いる。

### 地方競馬
| 年月日         | 競馬場 | 距離    | 優勝馬             | 性齢 | 所属 | 優勝騎手 | 管理調教師 |
| -------------- | ------ | ------- | ------------------ | ---- | ---- | -------- | ---------- |
| 1996年12月23日 | 名古屋 | ダ2500m | ケイエスヨシゼン   | 牡5  | 兵庫 | 岩田康誠 | 保利照美   |
| 1997年10月22日 | 園田   | ダ1800m | アカネリンボー     | 牡6  | 愛知 | 原口次夫 | 磯村林三   |
| 1998年6月28日  | 金沢   | ダ2000m | ニホンカイユーノス | 牡4  | 兵庫 | 小牧太   | 曾和直榮   |
| 1999年10月10日 | 福山   | ダ1800m | エイランボーイ     | 牡5  | 兵庫 | 小牧太   | 森澤憲一郎 |
| 2000年10月11日 | 園田   | ダ1870m | ワシュウジョージ   | 牡4  | 兵庫 | 小牧太   | 曾和直榮   |
| 2001年5月27日  | 福山   | ダ1800m | ペルターブレーブ   | 牡6  | 上山 | 冨樫英利 | 佐藤茂     |
| 2002年5月26日  | 福山   | ダ1800m | マリンレオ         | 牡6  | 愛知 | 宇都英樹 | 戸澤肇     |
| 2003年5月25日  | 福山   | ダ1800m | サンバコール       | 牡8  | 兵庫 | 田中学   | 西村守幸   |
| 2004年6月6日   | 福山   | ダ1800m | スイグン           | 牡4  | 福山 | 片桐正雪 | 千同武治   |
| 2005年6月5日   | 福山   | ダ1800m | スイグン           | 牡5  | 福山 | 片桐正雪 | 千同武治   |
| 2006年6月4日   | 福山   | ダ1800m | ラピッドリーラン   | 牝6  | 福山 | 藤本三郎 | 那俄性哲也 |
| 2007年6月10日  | 福山   | ダ1800m | フジノコウザン     | 牡4  | 福山 | 池田敏樹 | 吉井勝宏   |

- 競走名：1996年 タマツバキ記念第71回名古屋杯、1997年 タマツバキ記念第4回山陽杯、1998年 開設50周年記念タマツバキ記念、1999年 タマツバキ記念第7回山陽杯、2000年 タマツバキ記念第10回山陽杯、2001年～2007年 全日本タマツバキ記念第1回～第7回アラブ大賞典（福山）
- コース：ダート
- 出走条件：1996年～1997年 3歳以上、1998年 4歳以上、1999年～2000年 3歳以上、2001年～2007年 4歳以上
- 優勝馬の馬齢は2000年以前も現表記を用いる。